# 万安乡 (浦城县)
万安乡，是中华人民共和国福建省南平市浦城县下辖的一个乡镇级行政单位。

## 行政区划
万安乡下辖以下地区：
富湖村、竹源村、大游村、吴山村、村头村、后洋村、万安村、连墩村、浦潭村和王元村。